# Педро Ферари
Педро Арканжо Ферари да Силва (на португалски: Pedro Arcanjo Ferrari Da Silva) е бразилски футболист, който играе на поста десен бек. Състезател на Сейнт Джордж.

## Кариера

### Локомотив София
На 21 юни 2019 г. Педро подписва с Локомотив (София). Дебютира на 22 юли при загубата с 2:0 като гост на ЦСКА 1948.

### Пирин Благоевград
На 23 август 2021 е обявен за ново попълнение на благоевградския Пирин. Прави своя дебют на 29 август при загубата с 1:3 като домакин на Лудогорец.